# Ryan Potter

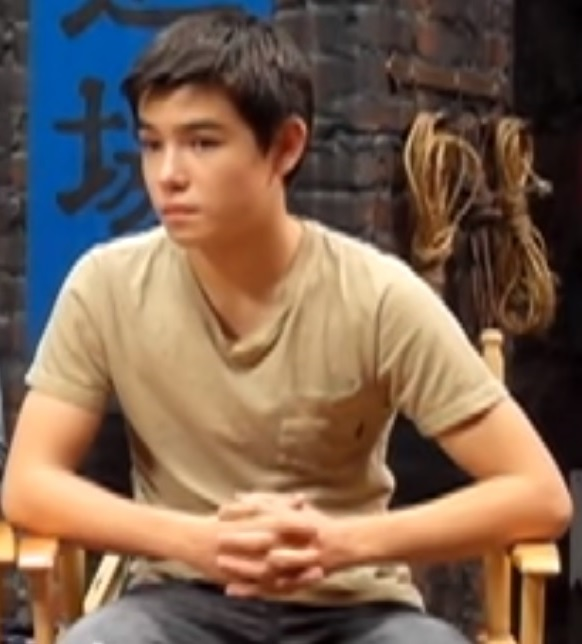
Ryan Potter, 2011

Ryan Potter (* 12. September 1995 in Oregon City, Oregon) ist ein US-amerikanischer Schauspieler japanischer Abstammung. Er ist bekannt für seine Rolle des Mike Fukanaga in der Nickelodeon-Serie Supah Ninjas.

## Leben
Potter wurde 1995 in Oregon City geboren, zog mit seinen Eltern jedoch kurz nach der Geburt wieder nach Japan zurück. Die Familie kehrte 2002 in die Vereinigten Staaten zurück. Neben der Schauspielerei studiert Potter mehrere Chinesische Kampfkünste, darunter Kung Fu.
Seit Oktober 2018 hat Potter die Hauptrolle des Garfield Logan / Beast Boy in der DC-Universe-Serie Titans inne.

## Filmografie (Auswahl)
- 2011–2013: Supah Ninjas (Fernsehserie)
- 2012: Fred: The Show (Fernsehserie)
- 2014: Baymax – Riesiges Robowabohu (Big Hero 6, Stimme von Hiro Hamada)
- 2016: S3 – Gemeinsam stärker (Lab Rats: Elite Force, Fernsehserie)
- 2017–2021: Baymax – Robowabohu in Serie (Big Hero 6: The Series, Fernsehserie, Stimme von Hiro Hamada)
- 2018: Running for Grace
- 2018–2023: Titans (Fernsehserie)
- 2020–2022: Jurassic World: Neue Abenteuer (	Jurassic World: Camp Cretaceous, Fernsehserie, Stimme von Kenji Kon)

## Videospiele
- 2015: Disney Infinity 3.0 (Videospiel, Stimme von Hiro Hamada)